# هاري مولر
هاري مولر (بالألمانية: Harry Müller)‏ (و. 1930  م) هو نحات ألماني، ولد في لايبزيغ.